# Marco Né

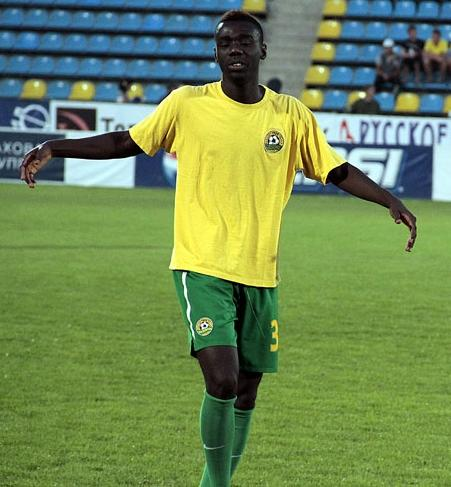
Marco Né (2011)

Marco Né (Abidjan, 17 juli 1983) is een Ivoriaanse profvoetballer.
Né begon zijn loopbaan in het profvoetbal bij de toenmalige Belgische eersteklasser KSK Beveren, waarvan destijds vrijwel geheel de selectie van Ivoriaanse afkomst was, door de samenwerking met de academie van de Fransman Jean-Marc Guillou.  
Net zoals enkele Ivoriaanse ploegmaats zou hij vrij snel de belangstelling van enkele Europese topclubs genieten, zoals Arsenal en PSV Eindhoven. Hij verliet Beveren uiteindelijk op 5 januari 2006 en tekende een contract bij Olympiakos Piraeus in Griekenland, waar hij zijn landgenoot Yaya Touré, die naar AS Monaco was vertrokken, moest vervangen.  Door blessures kwam hij echter amper aan spelen toe bij de Griekse eersteklasser en zijn contract werd uiteindelijk ontbonden tijdens de winter in 2008.  
Tijdens zijn zoektocht naar een nieuwe club belandde hij in februari 2008 bij FC Barcelona, waar hij in februari 2008 enige tijd met de B-kern meetrainde. Hij werd in 2008 tevens aan andere clubs, zoals AS Monaco en FC Nantes gelinkt. Uiteindelijk ondertekende Né op 31 juli 2008 een eenjarige verbintenis bij de Belgische eersteklasser Germinal Beerschot. Daar mocht hij na een half jaar al vertrekken en tekende in Rusland bij Koeban Krasnodar. In februari 2012 tekende hij bij Tavrija Simferopol.

## Clubstatistieken
| seizoen | club               | land        | competitie         | duels | goals |
| ------- | ------------------ | ----------- | ------------------ | ----- | ----- |
| 2003/04 | KSK Beveren        | België      | Jupiler League     | 28    | 6     |
| 2004/05 | KSK Beveren        | België      | Jupiler League     | 26    | 2     |
| 2005/06 | KSK Beveren        | België      | Jupiler League     | 10    | 1     |
| 2005/06 | Olympiakos Piraeus | Griekenland | Alpha Ethniki      | 0     | 0     |
| 2006/07 | Olympiakos Piraeus | Griekenland | Alpha Ethniki      | 11    | 0     |
| 2007/08 | Olympiakos Piraeus | Griekenland | Alpha Ethniki      | 3     | 0     |
| 2008/09 | Germinal Beerschot | België      | Jupiler Pro League | 10    | 1     |
| 2008/09 | Kuban Krasnodar    | Rusland     | Premjer-Liga       | 16    | 1     |
| 2009/10 | Kuban Krasnodar    | Rusland     | Eerste divisie     | 16    | 1     |
| 2010/11 | Kuban Krasnodar    | Rusland     | Premjer-Liga       | 28    | 1     |
| 2011/12 | Tavrija Simferopol | Oekraïne    | Premjer Liha       | 4     | 0     |
| 2012/13 | Tavrija Simferopol | Oekraïne    | Premjer Liha       | 9     | 1     |
| Totaal  | Totaal             | Totaal      | Totaal             | 161   | 14    |